# Filipa de Perestrelo e Moniz
Filipa de Perestrelo e Moniz (* wahrscheinlich 1452; † um 1484) war eine portugiesische Adlige. Sie war bis zu ihrem Tod die Ehefrau von Christoph Kolumbus und die Mutter des Vizekönigs Diego Kolumbus.

## Leben
Filipas Mutter, Isabel Moniz, stammte aus verarmtem portugiesischem Hochadel. Ihr Vater, Bartolomeu Perestrelo, war Sohn eines Kaufmanns aus Italien und bis zu seinem Tod (vor 1458) Statthalter der Insel Porto Santo der Madeira-Gruppe. Filipa lernte Kolumbus 1478 auf Madeira kennen, wohin er eine Schifffahrt unternommen hatte. Die Heirat mit ihr im Jahr 1479 gilt als wegweisend für sein weiteres Leben, da sie ihn in Verbindung mit einer Familie brachte, die mit der Entdeckungsgeschichte Portugals verbunden war. Nach der Eheschließung verbrachte Kolumbus einige Zeit auf Porto Santo, wo der Sohn des Paares, Diego, geboren wurde.